# Chambre de rhétorique
Les chambres de rhétorique étaient à l'origine des lieux de réunions, chambres ou camerae où se retrouvaient des professionnels  d'un même métier ou des habitants d'un même quartier urbain au XVe siècle pour échanger des informations et causer sous un patronage religieux. Comme ces « compagnies de quartier » prennent goût aux réunions ou veillées où se développent une certaine curiosité savante, littéraire, musicale et théâtrale et même un art de la représentation et de la formation des initiés vis-à-vis des novices entrants, elles se muent au-delà des groupes de parole ou d'expression, en associations d'affidés ou de membres adhérents promouvant une ou plusieurs disciplines à maîtriser, une ou plusieurs activités artistiques ou en véritables sociétés littéraires, artistiques, musicales et poétiques. L'essor ne concerne plus seulement les contrées urbanisées des Pays-Bas, comme Anvers, Audenarde, Bruges, Bruxelles, Gand, Lille, Liège, Tournai, Ypres... mais aussi les moindres villages des bons pays. La plupart des chambres de rhétorique s'affuble au XVIe siècle de dénominations poétiques et de blasons de reconnaissance, en langue héraldique.

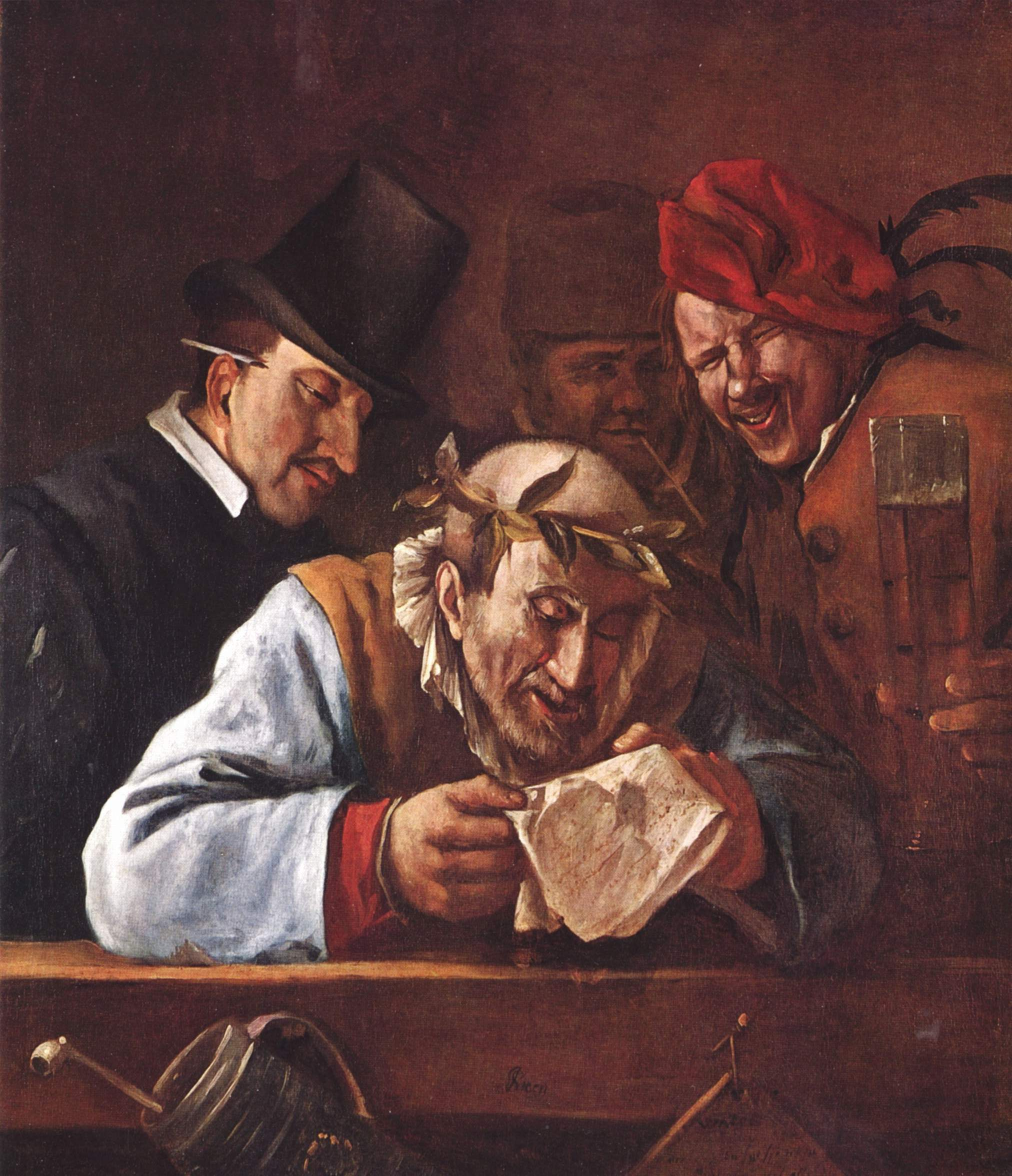
Les Rhétoriciens, par Jan Steen.

Des rhétoriciens connus étaient Matthijs de Castelein, Anna Bijns, Cornelis Everaert, Jan Smeken et Jan van den Dale (vers 1460-1522), facteur de la chambre bruxelloise De Violette et, après la fusion avec De Lelie en 1517, de la chambre 't Mariacransken.
En Hollande, les personnes ainsi rassemblées à la fin du XVIe siècle au sein d'un quartier bourgeois ou d'un métier, les Rederijkers paraissent associées aux chambres rederijkerskamers comme semblent l'attester les termes en néerlandais. Mais les Provinces-Unies sont marquées par une forte émigration flamande, brabançonne, liégeoise, qui a apporté un art de vivre tolérant dans une époque de crise religieuse, de guerre et de mépris identitaire. Ainsi, des chambres de rhétorique, véritables troupes artistiques ou théâtrales de grande qualité, pratiquant parfois la satire des grands hommes, se sont installées en Hollande, par exemple La Lavande et Le Figuier à Amsterdam, le Lys orangé à Leyde, l'Œillet blanc à Haarlem, en gardant leurs noms d'origine.

## Bref historique
À Tournai, il y avait au moins trois sociétés de rhétorique (Les Rhétoriciens du Puy d'Amour et les sociétés de Sainte-Marguerite et de Saint-Nicolas), mais elles furent dissoutes en 1560 sur ordre de justice à la suite d'excès commis au cours de représentations. Des compétitions de jeux de personnages furent organisées dans cette ville en 1455, dans les langues romanes et thioises - celles-ci étant traitées sur un pied d'égalité -, et les vainqueurs furent Ypres et Lille.

### Objectifs
Les membres des sociétés littéraires, appelées chambres de rhétorique et organisées sur le modèle des guildes, avaient pour objectif initial de rendre à l'art une fonction dans la vie publique. Aux Pays-Bas, la littérature des rhétoriciens a été produite, depuis le XVe siècle, par des citoyens et des artisans, réunis dans des sociétés d’amateurs, appelées chambres de rhétoriciens. Les rhétoriciens n’étaient donc pas des poètes professionnels mais des amateurs au service du bien public. Les chambres organisèrent régulièrement des concours littéraires, appelés Landjuweel, auxquels on pouvait participer, dans différentes catégories, par des poèmes ou une pièce de théâtre. Le thème du concours était toujours une question religieuse, politique ou morale ou une proposition. Les conférences et les représentations étaient publiques, mais les autres activités des chambres de rhétorique étaient privées et accessibles uniquement aux membres.

### Origines et diffusion

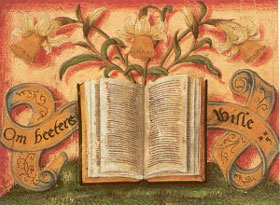
Blason de la chambre de rhétorique « Den Boeck » de Bruxelles, portant la devise Om beeters wille.

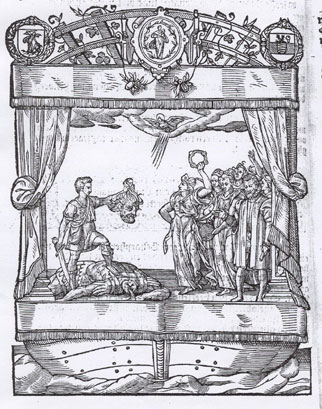
Tableau vivant sur le canal de Willebroek, monté par 't Mariacranske à l'occasion de l'entrée solennelle de Guillaume d'Orange à Bruxelles en 1577 ; gravure sur bois de la description sommaire de cet événement par Jean Baptiste Houwaert, publiée en 1579.

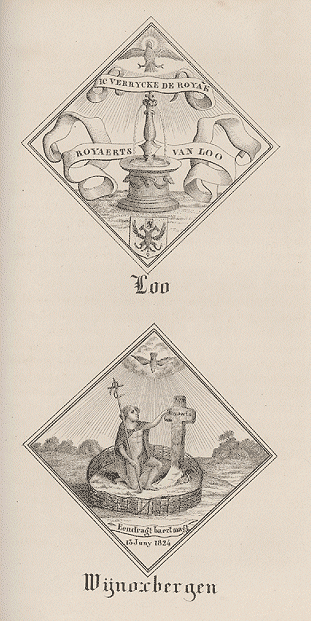
Les blasons des chambres de rhétoriques de Lo et de Bergues, la chambre de Bergues ayant adopté entre-temps la devise Eendraght baert magt (L'unité fait la force).

Les kamers van rhetorike ou chambres de rhétorique existaient dans le nord-ouest de la France sans doute déjà au XIIIe siècle comme « puys », et ont été introduites aux Pays-Bas après le transfert de la cour de Bourgogne à Bruxelles (en 1430), bien qu'il y ait de nombreux éléments indiquant qu'elles avaient existé auparavant en Flandre et en Brabant.
Pour la période 1400-1650, on a trouvé des données sur 227 chambres de rhétorique néerlandophones des Pays-Bas méridionaux et de la Principauté de Liège, ce qui signifie que pratiquement chaque ville abritait au moins une chambre de rhétorique. C'est surtout en Flandre occidentale que de nombreux villages possédaient leur propre chambre de rhétorique. Les chambres de rhétorique étaient beaucoup mieux diffusées que les « Puys » ou les « Singschulen », les sociétés urbaines dans les régions de langues française et allemande s'étant focalisées sur la poésie et le chant. Le recrutement au sein de groupes sociaux des classes moyennes fut un facteur important. À ces débuts, la culture rhétoricienne n'était pas socialement une culture élitaire, la plupart des rhétoriciens étant des gens de métiers et n'appartenant pas à l'élite dirigeante de leur ville.
De nombreux rhétoriciens étaient actifs aux Pays-Bas méridionaux, notamment aux XVe et XVIe siècles. Ces chambres portaient, le plus souvent, des noms de fleurs ou de plantes, comme De Roose (La Rose, Louvain), Het Kersouwken (La Marguerite, de Nieuport), De Leliebloeme (La Fleur de Lys, Diest), De Jenettebloem (La Jonquille, Lierre), De Olijftak (Le Rameau d'Olivier, Anvers) et De Violieren (La Giroflée, Anvers), mais parfois aussi des noms tels que De Fonteine (La Source, Gand) ou Den Boeck (Le Livre ou De Bijbel, La Bible).
L'apogée des chambres est à situer au XVe siècle. En Flandre, ainsi qu’en Brabant, chaque ville et chaque village avait sa propre chambre : des plus de 300 répertoriées, les plus connues sont De Violieren (Anvers), De Roose (Louvain), de 't Mariacransken (Bruxelles), De Heleghe Gheest (Bruges), Jezus metten Balsembloeme (Gand), De Kersouwe et Pax Vobis (Audenarde). Aux Pays-Bas septentrionaux, où les chambres seront constituées plus tard, à l'exception de Het Bloemken Jesse (Middelbourg), existait souvent, à côté d'une chambre « septentrionale », une chambre « méridionale » : Het Wit Lavendel, ainsi que d’Eglantier (Amsterdam) ; les chambres De Witte Angieren (Haarlem) et D’Oraigne Lelie (Leyde) étaient également des chambres brabançonnes et flamandes.
Probablement, la plus ancienne des chambres aux Pays-Bas méridionaux est De Violieren (Anvers, 1400 ?) ; aux Pays-Bas septentrionaux, Het Bloemken Jesse de Middelbourg (1430 ?) est considérée comme la plus ancienne,.
La sociabilité qui se répandit des chambres, ainsi que l'esprit public qui s'en accrut au profit de l'esprit national, eurent pour résultat que les nobles ne restèrent plus simples spectateurs des jeux scéniques. Plusieurs se firent recevoir comme membres, soit pour donner plus de splendeur aux chambres, soit pour prendre part aux travaux, soit pour servir de pactole au cas que les caisses ne pussent faire face à des réjouissances extraordinaires. Ainsi, Jean IV, duc de Brabant, prit le parti d'établir, parmi les rhétoriques de son duché une certaine hiérarchie avec des privilèges ; il accorda à la Marguerite de Louvain la suprématie sur toutes les autres et se fit membre de Den Boeck de Bruxelles. Maximilien d'Autriche invita en 1492 les rhétoriques de Flandre à Malines pour choisir parmi elles une chambre suprême, bien que l'Alpha & Omega d'Ypres le fût déjà par droit d'ancienneté ; le choix tomba sur De Balsemblomme de Gand. Son fils Philippe le Beau devint membre de cette chambre ainsi que de Den Boeck de  Bruxelles, et à cette occasion il donna lui-même un concours auquel Jan van den Dale remporta le prix.
En 1439, à Gand, la chambre de Tournai emporta le premier prix pour la langue française, celle d'Audenarde pour la néerlandaise. C'est seulement en 1455, semble-t-il, que fut employé pour la première fois, à Tournai, à l'occasion d'un concours de tir, la fête de l'Arbalète, le nom de rhétoriciens. Dans cette ville, une rivalité amicale opposait deux compagnies, l'une de Lille, l'autre d'Ypres, « les ungs en langue franchoise, les autres en flamengte ».
Rome approuvait ces Sociétés, puisqu'elle accordait à quelques-unes des pouvoirs qu'elle n'était dans l'habitude d'accorder qu'aux églises ; ainsi, De Violieren d'Anvers obtint, en 1495, du pape Alexandre VI, une bulle pour fonder la confrérie de Notre-Dame-des-Sept-Douleurs.
En mettant excessivement l'accent sur la forme, l'art des rhétoriciens devint bientôt un passe-temps noble mais artificiel. L'église catholique s'avéra très hostile aux chambres, qui prenaient généralement une attitude très libérale et favorable à la Réforme protestante, et elle obtint, en 1539, l'intervention des autorités à la suite des jeux de Gand, et en particulier, du jeu Den Boom der Schriftueren de Middelbourg.
Les rhétoriciens jouaient un rôle important dans de nombreuses villes lors des fêtes et cérémonies : ainsi, lors des processions, lorsqu'une forte proportion de la population traversait la ville en priant, de nombreuses scènes bibliques et non bibliques étaient représentées. À l'occasion de la visite officielle d'un souverain, la ville était décorée et le long de la route qu'il suivait était parsemé d'estrades, comme ce fut le cas lorsque Jeanne Ire de Castille, mère de Charles Quint, se rendit à Bruxelles en 1496. Un artiste a fixé tous les spectacles dans une longue série de dessins. Les rhétoriciens contribuaient à la représentation de scènes ayant souvent un message politique : la ville voulait exhiber son influence en soulignant les bonnes relations qu’elle entretint avec le monarque.
Les autorités communales avaient saisi l'importance de ces chambres, qui pouvaient jouer un rôle dans la propagande en faveur de leur propre ville. Ils faisaient de leur mieux pour engager les rhétoriciens ; dans plusieurs villes, des poètes urbains furent nommés. En 1466, Bruges reçut le premier poète de ce type : Anthonis de Roovere. Il fut le plus célèbre poète du XVe siècle, écrivant de dizaines de pièces de théâtre (dont une seule est conservée) et de centaines de poèmes. Son poème Vander mollen feest décrit la mort comme une célébration festive de taupes à laquelle tout le monde est invité. Dans un défilé bigarré, tout le monde passe en revue : jeunes et âgés, riches et pauvres. Malgré le sujet grave, le poème a le ton humoristique qui apparaît dans plusieurs poèmes de De Roovere.

### Évolution dans les Pays-Bas méridionaux après 1584
En 1584, Alexandre Farnèse, à la demande des évêques, interdit les chambres de rhétorique, devenues des foyers d'opposition aux autorités espagnoles,.
Les autorités espagnoles et catholiques dans le Sud continuèrent à regarder les chambres de rhétorique comme un foyer d'hérésie. Par conséquent, ils agirent de façon plus stricte envers les rhétoriciens à partir de la seconde moitié du XVIe siècle. La critique sociale et les discussions politiques ou religieuses étaient inacceptables, et la religion ne pouvait être traitée que pour raconter des leçons de morale.
En raison de la rigueur des contrôles, les représentations dans les rues devinrent plus difficiles. Par conséquent, les rhétoriciens se retirèrent dans les salles de jeux. De vrais bâtiments de théâtre s’avéraient trop coûteux pour eux. Ils étaient dans l'incapacité de rivaliser avec les compagnies professionnelles itinérantes, et le théâtre d’école des jésuites.
Après la reconquête espagnole des Pays-Bas méridionaux (achevée vers 1585), les chambres de rhétorique ne réussissaient pas à se redéfinir un rôle public. Aux chambres de rhétorique fut attribuée une grande responsabilité dans l'agitation politique et religieuse des années précédentes, mais il régnait, dans l'ensemble des Pays-Bas méridionaux, également un gigantesque chaos dû à l’état de guerre permanent et l'instabilité civile. Le malaise du monde rhétoricien continua jusqu'à la veille de la Trêve de douze ans. Après la reconquête, dans de nombreuses villes, les subventions aux chambres de rhétorique furent de nouveau supprimées. Surtout les chambres des zones frontalières furent touchées par la politique répressive des Espagnols. Ainsi, en 1584, le gouverneur Alexandre Farnèse avait aboli les chambres de rhétorique de Dunkerque. En 1593, un décret draconien les supprimait dans toutes les provinces restées soumises à Bruxelles et Madrid. Le 5 avril 1597, l'édit de 1560 fut de nouveau promulgué en Flandre, ce qui signifie que l'on approuva que toutes les pièces des rhétoriciens traitant les matières religieuses devaient être contrôlées au préalable par le clergé local et les autorités laïques.
Étrangement, aux Pays-Bas espagnols, malgré la guerre de Quatre-Vingts Ans, la chambre De Corenbloem de Bruxelles put organiser un concours dont le prix fut remporté par Trou moet blijcken de Haarlem, une chambre des Provinces-Unies républicaines, bien que les contacts avec la Hollande et la Zélande fussent interdits. Après les arrangements faits avec les États de Hollande, dont émanait la Trêve de douze ans, le trône devenant de jour en jour plus stable, le conseil de Brabant, en 1609, rendit aux chambres leurs franchises, tout en leur permettant de représenter toutes sortes de pièces pourvu que celles-ci fussent examinées par le curé de la paroisse, et publiées avec approbation.
La renaissance des chambres au XVIIe siècle ne fut que temporaire, même si les sociétés poétiques opéraient dans leur sillage. Parmi les rhétoriciens les plus célèbres du Sud de la période 1550-1700, on compte Cornelis van Ghistele (vers 1510-1573), Iehan Baptista Houwaert (1533-1599), Guilliam van Nieuwelandt (1584-1635), Michiel De Swaen (circa 1610-1673), Guilliam Ogier (1618-1689), ainsi que la fille de celui-ci, Barbara (1648-1720).
Au cours du XVIIe siècle, les rhétoriciens se montrèrent moins actifs, mais de nombreuses chambres persévèrent jusqu'en 1800. Aux XIXe et XXe siècles, quelques chambres connurent une seconde floraison. Sans déterminer la vie littéraire comme l'avaient fait leurs prédécesseurs du XVe et XVIe siècles, elles sont actives jusqu'à ce jour.
Ainsi, en Flandre, la tradition d'organiser des compétitions rhétoriques se maintint dans les concours annuels des compagnies de théâtre d'amateurs. Au XXe siècle, la chambre de rhétorique de Gand De Fonteine, fondée en 1448, remplit un nouveau rôle actif dans la vie théâtrale flamande en recréant des chambres et en honorant leurs vieilles traditions.

### Évolution dans les Pays-Bas septentrionaux après 1584

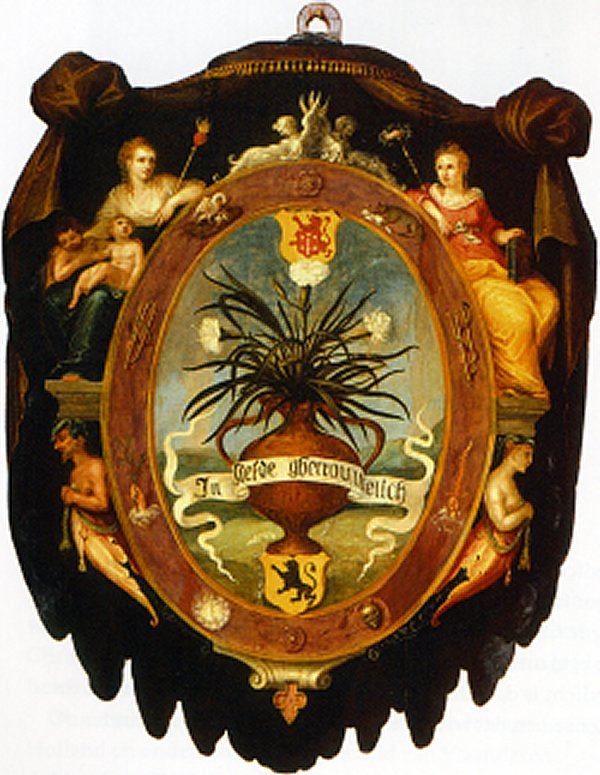
Le blason de la chambre de rhétorique De witte angieren de Haarlem. Cette chambre a été constituée par des réfugiés politiques flamands, dont l’origine est indiquée par l’écu du comté de Flandre, apparaissant sous la banderole portant la devise de la chambre. En 1596, Carel van Mander peignit le blason de cette chambre flamande.

Les chambres des Pays-Bas espagnols au Sud souffrirent beaucoup de la guerre de Quatre-Vingts Ans (1568-1648). Lorsque les troupes espagnoles eurent occupé Anvers, en 1585, et que le catholicisme romain fut redevenu l'unique religion des Pays-Bas méridionaux, de nombreux rhétoriciens qui avaient pris la fuite s'établirent au Nord, où ils fondèrent de nouvelles chambres, telles que celles d'Amsterdam, de Leyde et de Haarlem.
Les réfugiés politiques des Pays-Bas méridionaux créèrent donc leurs propres chambres de rhétorique aux Provinces-Unies, à côté de celles, locales, existantes déjà. Au Nes à Amsterdam se situait jadis, vers 1600, la chapelle catholique de Sainte-Marguerite, confisquée par les partisans néerlandais pendant la guerre avec l'Espagne ; elle abritait la chambre D'Eglentier qui y louait le grenier comme lieu de rencontre et qui y fit hisser son drapeau.
Ce sont surtout les chambres de rhétorique des Pays-Bas septentrionaux, adhérant aux idées de l'humanisme, qui introduisirent des innovations à la fin du XVIe siècle. Comme souvent, Amsterdam joua ici un rôle majeur. Hendrik Spiegel, auteur d'une grammaire néerlandaise sous forme de dialogue (De Twee-spraack vande Nederduitsche letterkunst, de 1584), était le chef de file de la chambre D'Eglentier. Il fut également le mentor de Pieter Corneliszoon Hooft qui, comme d'ailleurs Gerbrand Adriaenszoon Bredero, commença sa carrière au sein de l'Eglentier.
Après 1600, le caractère privé des chambres fit place pour une plus grande ouverture vers un public étranger à leur société. Lors des représentations théâtrales, ils ouvraient les portes du théâtre au public payant. Celui-ci affluait en masse, mais ce succès fut à l’origine de querelles entre les membres de la chambre. Si Hooft et Bredero voulaient apporter de plus en plus de nouveautés à leurs poèmes et pièces de théâtre, d'autres se plaignaient que ceci rendait tout trop compliqué et que les vieilles coutumes se perdaient. Hooft et Bredero finirent par se retirer des activités de la chambre et érigèrent, avec Samuel Coster, un nouveau théâtre : la « première académie néerlandaise » (Eerste Nederduytsche Academie).
D'Eglentier fut appelée la « vieille » chambre, parce qu'elle était le lieu de rencontre des « vrais » amstellodamois, ceux natifs de cette ville. Comme ce fut le cas partout en Hollande, des réfugiés du Sud fondèrent à Amsterdam une nouvelle chambre, surnommée la « brabançonne », faisant ainsi allusion à l'origine de ses membres. Mais le vrai nom de cette chambre était Het Wit Lavendel (La Lavande blanche) ; comme de coutume aux Pays-Bas méridionaux, un nom de fleur. Joost van den Vondel commença sa carrière littéraire dans cette chambre vers 1610, mais ne vint pas au premier plan durant les premières années. Jusqu'en 1619 – l'année où les Provinces-Unies n'échappèrent qu'à peine à la guerre civile – le rôle principal au sein de la chambre brabançonne était réservé à Abraham de Koning, un Anversois qui n'écrivit pas moins de neuf pièces de théâtre pour la chambre.

## Organisation

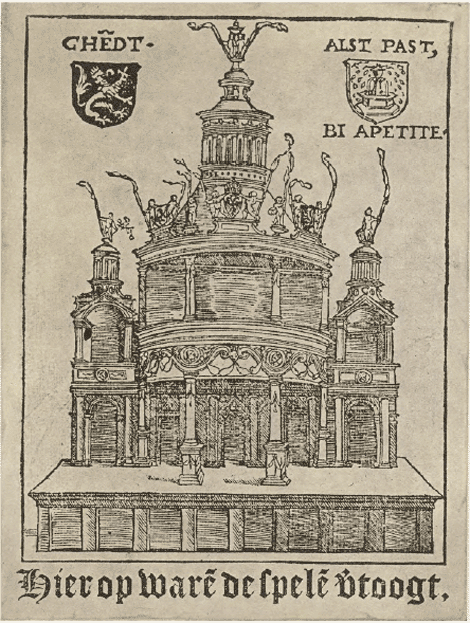
Scène sur lequel furent montés les jeux du Landjuweel de Gand en 1539. Illustration de la publication des moralités (spelen van sinne).

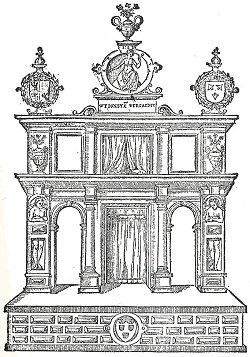
Scène établi pour le célèbre Landjuweel à Anvers en 1561 ; gravure de la publication prestigieuse « Spelen van Sinne, ghespeelt op de Lant juweel binnen Andtwerpen », imprimée en 1562.

L'organisation des chambres de rhétorique était similaire à celle des corporations : à la tête d'une chambre se trouvait le doyen, habituellement un ecclésiastique (les chambres conservaient un aspect religieux), tandis que l'organisation des festivités incombait au facteur, qui était souvent l'auteur des pièces. Plus tard, les chambres de rhétorique, devenues les centres de la vie intellectuelle urbaine, acceptèrent également des membres d'honneur, souvent un souverain, et commencèrent à achever leurs refrains, une des formes poétiques qu'ils pratiquaient, par un vers de conclusion appelé Prince, car débutant par ce mot. En outre, les chambres avaient des blasons : ainsi, la devise de Het Bloemken Jesse (Middelbourg) était « In minnen groeyende », de la chambre « De Kerssauwe » d'Audenarde la devise était « Jonst weer konst », de l’Eglentier d'Amsterdam « In liefd' bloeyende » .
Depuis leur création jusqu'à la fin du XVIIIe siècle, les rhétoriques étaient de deux sortes : les libres (vrye), jouissant d'un octroi communal, et les soumis (onvrye ou vrywillige), n'ayant point d'octroi, mais relevant d'une chambre suprême (hoofdkamer). Les chambres suprêmes jouissaient de franchises accordées par le souverain ; ou elles étaient suprêmes par droit d'ancienneté. Aucune confrérie ne pouvait s'ériger en rhétorique sans avoir obtenu sa charte d'une chambre suprême. Cette charte appelée kaert ou chaert contenait, sur parchemin, le règlement de la nouvelle rhétorique.
Les chambres se composaient comme suit : d'abord on avait les fondateurs (ouders), et les membres (broeders ou gezellen) ; à la tête de tous étaient un empereur, un prince, souvent un prince héréditaire (opper-prins ou erfprins) ; puis venaient un président d'honneur (hoofdman), un grand doyen, un doyen, un commissaire de police (fiscael), un porte-éténdard (vaendraeger ou Alpherus), et un garçon (knaep), qui parfois se mêlait de poésie. Les plus considérables de tous étaient les factors ou facteurs, c'est-à-dire les poètes qui se chargeaient de la factie (composition), des poèmes et des pièces de théâtre.
Les poèmes des rhétoriciens devaient être conformes à des règles des plus strictes et étaient souvent très habilement composés. Ils étaient dédiés au prince de la société (un genre de président), et ceux qui ne respectaient pas les règles risquaient une amende. Des règlements très détaillés stipulaient les règles du jeu, tels que ceux de la chambre De Fonteine de Gand, créée en 1448.
Les rhétoriciens organisaient régulièrement des concours entre des chambres de différentes villes. Leurs gestes et manifestations étaient réglés par un protocole minutieux. Les concours faisaient l'objet d'invitations nommées cartes, carten, souvent au XVIIe siècle « missives ». Ces invitations énonçaient le sujet mis au concours ; elles étaient envoyées en nombre à d'autres sociétés : au préalable, dans la ville invitante, elles étaient lues aux lieux publics et aux carrefours par un rhétoricien à cheval, accompagné de deux autres cavaliers, précédés tous trois par le trompette de la ville,. Un exemple célèbre est le concours de 1539 à Gand. La chambre gantoise, ayant pris l'initiative, envoya, des mois à l'avance, une invitation à toutes les villes de la région. Sur la carte d'invitation étaient indiqués les tâches à accomplir et les prix à décerner. Souvent, la compétition, aussi appelée « landjuweel » (mot peut-être dérivé de « joiel » = jeu), et où on représentait des jeux et on récitait des poèmes, comprenait différents composants, et il y avait des prix à remporter pour le drame (à la fois sérieux et comique) et pour des poèmes. Des compétitions très fameuses de ce genre eurent lieu à Anvers en 1496 et à Gand en 1539, ce dernier causant l'interdiction de la publication des pièces représentées au concours.
Les concours consistaient surtout en représentations théâtrales, parfois aussi en séances de chant. Ils s'appelaient quelquefois simplement entrée, intrede, à cause de la magnificence ordinairement déployée à l'arrivée des sociétés foraines. Leurs noms les plus usuels étaient jeux (spelen) ou joyaux (juweelen). Une hiérarchie s'était établie entre eux : on distinguait les jeux campagnards ou villageois (dorp- en haeghspelen) ; les plus solennels étaient les jeux nationaux, landjuweelen,.
Les répertoires étaient variés : comédies (blijspelen), tragédies (treurspelen), farces (kluchten), parfois des manières d'opéras-comiques ou des concours de chant (zangspelen). Des intermèdes, pièces légères, portaient le nom de tafelspelen, jeux de table.

## Importance pour le développement de la littérature néerlandaise
L'art des rhétoriciens est d'abord, et le plus souvent, un art sonore au service d'une expérience collective, les textes conservés qui comprennent le répertoire écrit à cette fin, furent publiés, à partir de 1539, comme souvenir et en attente de nouvelles finitions acoustiques.

## Littérature et genres pratiqués des rhétoriciens

### Poésie

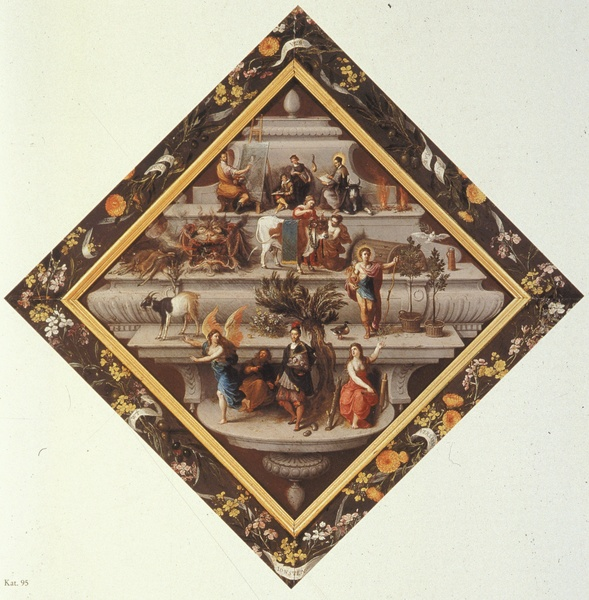
Poème sous forme de rébus sur un blason (Musée royal des beaux-arts d’Anvers), peint pour De Violieren par quatre membres, les peintres Hendrick van Balen, Jan Brueghel l'Ancien, Frans II Francken et Sébastien Vrancx, en 1618 ; ce tableau leur a valu d'obtenir le premier prix au concours organisé par une chambre concurrente, De Olijftak.

L'importance considérable des chambres de rhétorique pour la poésie a été trop négligée en raison du déclin subséquent. Les rhétoriciens adaptèrent la métrique médiévale avec quatre accents, chacun avec une ou deux positions faibles (la versification germanique à quatre accents), de sorte que le mètre se prêtât à beaucoup de variations, accordant une plus grande flexibilité aux vers. Maîtrisant l'art de la poésie dans sa technicité, les rhétoriciens commencèrent à expérimenter, tout en poussant le formalisme à l'excès et en préférant l'artifice sur le sentiment.
Les excès auxquels put conduire l'expérimentation rhétorique – comme la zesse ballade in ene (un vers qui peut être lu de six manières différentes), l’aldicht (chaque mot d'une ligne rime avec un mot de la ligne suivante), la rime rétrograde (que l'on lit du début à la fin et en sens inverse), la chronica (chronogramme) et l'acrostiche – n'affectent en rien la valeur de l'expérimentation. Le plus important est, toutefois, le fait que les rhétoriciens ont délibérément approfondi la langue vernaculaire, permettant l'émergence d'une théorie du langage (Coornhert, Spiegel), comme d'ailleurs celle d'une première esthétique : Die Conste van Rhetoriken (1548), fondée sur L'Art de Rhétorique de Jean Molinet (vers 1493). Des collections célèbres de poésie sont les recueils de Jan van Stijevoort (Utrecht, 1524) et de Jan van Doesborch (Anvers, 1533) et le chansonnier d'Anvers (Een schoon liedekens boeck, Anvers, 1544).
Les rhétoriciens ont consacré beaucoup d'attention à la conception de leurs textes, se soumettant à de nombreuses et sévères règles. Question était de savoir qui réussissait, dans les limites établies au préalable, à employer les possibilités du langage et à transmettre son message de la façon la plus « artistique ». Derrière cette préférence pour des formes fixes se cachait une pensée plus approfondie. Les rhétoriciens estimaient que Dieu avait mis de l'ordre dans la création du niveau macro (le cosmos, l'univers) jusqu'au niveau micro (le corps). Dans les arts (la poésie, la musique, l'architecture…), l'homme devait essayer de refléter cette harmonie divine, cette symétrie parfaite du contenu et de la forme. Plutôt qu'étant à son détriment, l'attention à la forme était un hommage au contenu.
Dans la recherche de l'harmonie, les rhétoriciens se sont principalement concentrés sur la répétition des vers et des sons de rimes, ainsi que sur l'ordre des vers et des mots. Ainsi, les « refrains » sont des poèmes de quelques strophes dont chaque dernière ligne se compose des mêmes vers (la ligne dite « stoc »).

#### «Stoc»
Le « stoc » est aussi le noyau du poème, comme dans un refrain du XVIe siècle de Jacob Cassiere de Bois-le-Duc : « S werelds samblant is als drijfzand: niet zonder God » (La tromperie du monde est comme des sables mouvants : non sans Dieu).

#### Les genres sage, amoureux et comique
Cassiere écrivit ici un refrain « sage » (ou sévère). Mais, il aurait pu faire de même « in 't amoureuze » (sur l'amour), comme dans : « Lief, stoet mij om, oft ik vall » (Mon amour, bouscule-moi, sinon je me laisse tomber moi-même). Le troisième genre était in 't zotte (comique), comme dans un refrain où on se moque de la vie monastique, chaque strophe se terminant par la blague « dat Christus ter bruiloft was, en nooit in geen profes » (que le Christ a été au mariage – c'est-à-dire aux noces de Cana –, mais qu'il n'a jamais été dans un monastère).

#### Strophe du Prince
La dernière strophe du refrain est traditionnellement adressée au « Prince » qui est le président de la chambre de rhétorique.

#### Rondeau
Une forme poétique impliquant des répétitions plus difficiles est le rondeau. Comme son nom l'indique, ce poème a une structure symétrique, les lignes formant un cercle. Un rondeau est généralement constitué de huit lignes dont les deux premières sont répétées dans les deux dernières. La première ligne est répétée dans la quatrième. Le rondeau a souvent quelque chose d'artificiel, bien qu'il existe de beaux rondeaux, comme celui du poète Anthonis de Roovere, du XVe siècle : « Wie door de wereld wil geraken, die moet kunnen huilen met de honden » (« Qui veut passer à travers le monde, doit pouvoir hurler avec les chiens », ce qui correspond à l'expression : « hurler avec les loups »). Dans sa farce de la vache (Klucht van de koe) de 1612, Bredero fait fièrement fulminer un paysan dans un rondeau emphatique, en des termes durs et mutilés. Le paysan fait également allusion à l'alcoolisme que les « non-initiés » aimaient reprocher aux rhétoriciens.

#### Rime enchaînée, double rime, «aldicht» et rétrograde
Les formes de rimes se retrouvent en abondance dans la littérature des rhétoriciens. Outre la rime finale habituelle, il y a aussi la rime enchaînée (le dernier mot d'une ligne rime avec le premier mot de la ligne suivante) et de la rime double (les deux derniers mots d'une ligne riment avec les deux derniers de la ligne suivante). Dans l’aldicht, la sophistication est portée à l'extrême ; dans cette forme, tous les mots d'une ligne riment sur tous les mots de la ligne suivante. On expérimente, entre autres, avec l'ordre des mots et des rimes dans les rétrogrades : un tel poème peut facilement être lu à l'envers. En 1612 est parue une ode au Prince Maurice, sous la forme d'un rétrograde.

#### Acrostiche
Dans l'acrostiche, chaque ligne ou chaque strophe commence par une des lettres formant le nom d’une personne (comme dans le Wilhelmus, l'hymne national des Pays-Bas).

#### L'échiquier de Castelein
Matthijs de Castelein, qui décrit toutes sortes de techniques et de formes de versification dans le Const van Rhetoriken de 1555, a invité les lecteurs à déterminer eux-mêmes l'ordre consécutif des lignes : il offre un échiquier où chaque case est remplie d'un vers ; en choisissant des voies différentes, on peut, selon lui, composer 38 ballades.
Étrangement, le soin apporté à la structure de la poésie n'avait pas mené les rhétoriciens à employer le mètre. Ce n'est que dans la seconde moitié du XVIe siècle que les rhétoriciens se mettent à composer des poèmes en vers métriques, en particulier des sonnets et des chansons.

### Théâtre

#### Pièces religieuses
Les rhétoriciens se sont beaucoup occupés du théâtre. Pendant ou après les processions, on jouait les jeux de mystère représentant la vérité de la foi. Ainsi, les zeven Bliscapen van Maria, une dramatisation des Sept Joies de Marie, ont été représentées de 1448 à 1566 à Bruxelles. Et à Maastricht, à la fête de Pâques, on a porté à la scène la Passion.
Les jeux de miracle ou de saint, comme Tspel van Sinte Trudo (Jeu de saint Trudon), attribué à Christaen Fastraete, et Vanden helighen Sacramente vander Nyeuwervaert, attribué à Jan Smeken, dépeignent la vie d'un saint ou donnent le récit d'un miracle. Le célèbre Die waerachtige ende een seer wonderlycke historie van Mariken van Nieumegen entre également dans cette catégorie.
La moralité of spel der sinnen, la représentation d'une vérité raisonnable ou sentimentale, était le jeu rhétorique le plus typique, en partie à cause des personnages allégoriques figurant dans ce type de jeu. Un exemple bien connu est le jeu Den Spyeghel der Salicheit van Elckerlyc, attribué à Petrus Dorland de Diest, et le jeu quicumque vult salvus esse d'Anthonis de Roovere.

#### Pièces profanes
Outre ces jeux religieux, les rhétoriciens connaissaient les « cluyten » (une espèce de farces, appelées klucht en néerlandais contemporain), les jeux de table et les « esbatements ». Les « cluyten » (mot peut-être dérivé du mot néerlandais pour « farce » - « klucht » - pour devenir « klieven » = interrompre), des jeux humoristiques et parfois extrêmement grossiers, différaient des « sotternies » médiévales par une forte composition, une meilleure technique et une forme plus sophistiquée, entre autres Cluchte van Heynken de Luyere (1542) de Cornelis Crul, Ene genoechlijke Clute van Nu noch (1504) et Een cluite van Playerwater (vers 1500). Les jeux de table étaient des jeux de courte durée, joués à la table, et le plus souvent conçus comme des morceaux de circonstance, comme Beke (1512) et Jubile (1534) de Cornelis Everaert. L'« esbattement » ou « esbatement » (mot qui trouve son origine dans le verbe « se battre » = se divertir) était à l'origine un jeu sérieux qui, au fur et à mesure que progressait le XVIe siècle, reprenait la place de la farce, peut-être parce qu'ils étaient joués, comme la sotternie, en guise de réplique comique après un jeu sérieux, tel que l’Esbatement van tWesen (1511) de Cornelis Everaert et Venus, Pallas ende Juno (vers 1494).
À partir du XVIIe siècle apparaissaient aux Pays-Bas méridionaux, dans le genre dramatique, les tragédies (treurspelen) et les comédies (blyspelen). Pour le répertoire, on empruntait de plus en plus aux auteurs dans d'autres langues, comme Molière, Racine ou Voltaire.

### Diffusion des œuvres des rhétoriciens
Des jeux rhétoriques ont été compilés dans différents recueils, comme ceux parus à Gand (1539), Anvers (1562) et Rotterdam (1564).

## Iconographie
Un tableau de Jan Steen représente des rhétoriciens.

## Sources
- (nl) Bruaene, Anne-Laure van, Om beters wille: rederijkerskamers en de stedelijke cultuur in de Zuidelijke Nederlanden 1400-1650, Amsterdam University Press, 2008
- (fr) Coornaert, Émile, Les chambres de rhétorique en Flandre, dans : Comptes-rendus des séances de l'Académie des Inscriptions et Belles-Lettres, année 1970, vol. 114, no 2, p.  195-200
- (nl) Klapwijk, Cees (projet sous la direction de), De Amsterdamse Rederijkerskamers, site web literatuurgeschiedenis.nl
- (nl) Klapwijk, Cees (projet sous la direction de), Rederijkerskamers in het Zuiden literatuurgeschiedenis.nl, site web literatuurgeschiedenis.nl
- (nl) Klapwijk, Cees (projet sous la direction de), Rederijkersliteratuur, site web literatuurgeschiedenis.nl
- (nl) N.N., Rederijkers, dans : De Standaard Encyclopedie, deel 11, Standaard Uitgeverij/Uitgeverij Het Spectrum n.v., Anvers/Utrecht, 1973, p.  308-309
- (nl) Pleij, H., Rederijkerij als spektakel, dans : Bart A. M. Ramakers, Conformisten en rebellen: Rederijkerscultuur in de Nederlanden (1400-1650), Amsterdam University Press, 2003, p. 26
- (fr) Popeliers, T. Laurent Henri, Précis de l'histoire des Chambres de rhétorique et des sociétés dramatiques belges, Wouters, Bruxelles, 1844,
- (nl) Thijs, Boukje, De hoefslag van Pegasus: een cultuurhistorisch onderzoek naar Den Nederduytschen Helicon (1610), Uitgeverij Verloren, Hilversum, 2004
- (nl) Waterschoot, W., Gedirigeerd van hogerhand, Rederijkers en drukkers gemobiliseerd voor de ontvangst van Willem van Oranje te Gent in 1577, dans : Bart A. M. Ramakers, Conformisten en rebellen: Rederijkerscultuur in de Nederlanden (1400-1650), Amsterdam University Press, 2003, p. 262